# Michael Apted
Michael David Apted (n. 10 februarie 1941, Aylesbury, Anglia, Regatul Unit – d. 7 ianuarie 2021, Los Angeles, California, SUA) a fost un regizor de film englez. Pentru activitatea sa, a fost decorat cu ordinul cavaleresc Order of Saint Michael and Saint George⁠(d).
Apted a început să lucreze în televiziune și a regizat seria de documentare Up (1964–2019). Mai târziu a regizat Fata de miner (1980), care a fost nominalizat la șapte premiile Oscar, inclusiv pentru cel mai bun film. Lucrările sale ulterioare au inclus Gorillas in the Mist (1988), Nell (1994), filmul James Bond Lumea nu e de ajuns  (1999) și Enigma (2001). Filmul său Amazing Grace (2006) a avut premiera la închiderea Festivalului Internațional de Film de la Toronto în acel an.
La 29 iunie 2003, a fost ales președinte al Directors Guild of America⁠(d),funcție pe care a ocupat-o până în 2009. A fost numit însoțitor al Ordinului Sf. Mihail și Sf. Gheorghe (CMG) la onorurile de naștere din 2008.

## Filmografie

### Filme de cinema
- The Triple Echo (1972)
- Stardust (1974)
- Trick or Treat (1975, neterminat)
- The Squeeze (1977)
- Agatha (1979)
- 1980 Fata de miner (Coal Miner's Daughter)
- Prima pagină (1981)
- Gorky Park (1983)
- Firstborn (1984)
- Critical Condition (1987)
- Gorillas in the Mist (1988)
- Class Action (1991)
- Thunderheart (1992)
- Blink (1993)
- Nell cea sălbatică (1994)
- Extreme Measures (1996)
- Lumea nu e de ajuns (1999)
- Enigma (2001)
- Enough (2002)
- Amazing Grace (2006)
- Cronicile din Narnia: Călătorie pe mare cu Zori-de-Zi (2010)
- Chasing Mavericks (2012)
- Unlocked (2017)

### Filme documentare
- Bring On the Night (1985)
- Incident at Oglala (1992)
- Moving the Mountain (1994)
- Inspirations (1997)
- Me & Isaac Newton (1999)
- The Power of the Game (2007)

### Filme TV
- There's a Hole in Your Dustbin, Delilah (1968)
- P'tang, Yang, Kipperbang (1982)
- Always Outnumbered (1998)

#### Documentare TV
- Seria Up (1970–2019)
- Married in America (2002–06)